# Naiktha Bains
Naiktha Bains (Leeds, 17 dicembre 1997) è una tennista britannica con cittadinanza australiana.

## Biografia
Nata a Leeds, Naikta Bains si è trasferita con il padre indiano dal Regno Unito a Brisbane quando aveva otto anni e attualmente detiene la doppia cittadinanza britannica e australiana.

## Carriera sportiva
Naikta ha iniziato ad allenarsi a tennis all'età di sei anni. Ha debuttato nel 2011 a Maribor. Nel gennaio 2012 si è esibita agli Australian Open, dove ha debuttato nello Junior Grand Slam. Ha poi perso al primo turno con Irina Kromačova, con un punteggio di 3-6, 2-6. Nell'agosto 2013, gareggiando in coppia con Paige Mary Hourigan, ha trionfato all'Oceania Girls Championship. Nello stesso anno ha trionfato nel doppio nelle prestigiose competizioni Eddie Herr International e Orange Bowl.
Nel gennaio 2014, ha fatto la sua prima apparizione al torneo WTA - durante la competizione di Hobart, ha raggiunto il terzo turno di qualificazione, dove ha perso contro Garbine Muguruza 1-6, 0-6. Una settimana dopo, grazie alla Wild card, ha giocato per le qualificazioni agli Australian Open.

## Statistiche WTA

### Doppio

#### Sconfitte (1)
| Legenda              |
| Grande Slam (0)      |
| Argenti Olimpici (0) |
| WTA Finals (0)       |
| WTA Elite Trophy (0) |
| Dal 2021             |
| WTA 1000 (0)         |
| WTA 500 (0)          |
| WTA 250 (1)          |

| N. | Data           | Torneo                                  | Superficie      | Compagna     | Avversarie in finale         | Punteggio |
| 1. | 21 aprile 2024 | Open Capfinances Rouen Métropole, Rouen | Terra rossa (i) | Maia Lumsden | Tímea Babos Irina Chromačëva | 3-6, 4-6  |

## Circuito WTA 125

### Doppio

#### Sconfitte (1)
| N. | Data           | Torneo                           | Superficie | Compagna     | Avversarie in finale            | Punteggio |
| 1. | 11 agosto 2023 | Polish Open, Grodzisk Mazowiecki | Cemento    | Maia Lumsden | Katarzyna Kawa Elixane Lechemia | 3-6, 4-6  |

## Statistiche ITF

### Singolare

#### Vittorie (2)
| Torneo $100.000 (0) |
| Torneo $80.000 (0)  |
| Torneo $75.000 (0)  |
| Torneo $60.000 (0)  |
| Torneo $50.000 (0)  |
| Torneo $40.000 (0)  |
| Torneo $25.000 (1)  |
| Torneo $15.000 (1)  |
| Torneo $10.000 (0)  |

| N. | Data           | Torneo                                      | Superficie  | Avversaria in finale | Punteggio        |
| 1. | 28 maggio 2017 | Hammamet Open, Hammamet                     | Terra rossa | Natalija Kostić      | 6-4, 6-2         |
| 2. | 10 marzo 2019  | Mildura Grand Tennis International, Mildura | Erba        | Kaylah McPhee        | 6–4, 6(5)–7, 6–2 |

#### Sconfitte (6)
| Torneo $100.000 (0) |
| Torneo $80.000 (0)  |
| Torneo $75.000 (0)  |
| Torneo $60.000 (0)  |
| Torneo $50.000 (0)  |
| Torneo $40.000 (0)  |
| Torneo $25.000 (6)  |
| Torneo $15.000 (0)  |
| Torneo $10.000 (0)  |

| N. | Data             | Torneo                                          | Superficie | Avversaria in finale   | Punteggio     |
| 1. | 8 dicembre 2019  | Precision Solapur Open Women's ITF, Solapur     | Cemento    | Ankita Raina           | 3-6, 3-6      |
| 2. | 15 dicembre 2019 | LIC ITF Women's Tennis Championships, Pune      | Cemento    | Emma Raducanu          | 6-3, 1-6, 4-6 |
| 3. | 16 ottobre 2022  | Cairns Tennis International, Cairns             | Cemento    | Lizette Cabrera        | 7-5, 3-6, 2-6 |
| 4. | 21 novembre 2022 | Traralgon Challenger, Città di Latrobe          | Cemento    | Priska Madelyn Nugroho | 4-6, 4-6      |
| 5. | 16 febbraio 2025 | World Tennis Tour Timaru, Timaru                | Cemento    | Leonie Küng            | 1-6, 2-6      |
| 6. | 11 maggio 2025   | Lexus British Pro Series Nottingham, Nottingham | Cemento    | Eva Guerrero Álvarez   | 2-6, 6(7)-7   |

### Doppio

#### Vittorie (27)
| Torneo $100.000 (0) |
| Torneo $80.000 (0)  |
| Torneo $75.000 (0)  |
| Torneo $60.000 (1)  |
| Torneo $50.000 (0)  |
| Torneo $40.000 (3)  |
| Torneo $25.000 (19) |
| Torneo $15.000 (2)  |
| Torneo $10.000 (2)  |

| No. | Data              | Torneo                                                                          | Superficie  | Compagna             | Avversarie in finale                      | Punteggio           |
| 1.  | 9 maggio 2016     | Bluesun Bol Ladies Open, Bol                                                    | Terra rossa | Dasha Ivanova        | Marine Partaud Laëtitia Sarrazin          | 6–2, 4–6, [10–7]    |
| 2.  | 16 maggio 2016    | Bluesun Bol Ladies Open, Bol                                                    | Terra rossa | Alexandra Morozova   | Dasha Ivanova Petra Krejsová              | 6–1, 2–6, [10–7]    |
| 3.  | 26 settembre 2016 | Brisbane Tennis International, Brisbane                                         | Cemento     | Abigail Tere-Apisah  | Julia Glushko Liu Fangzhou                | 6(4)–7, 6–2, [10–3] |
| 4.  | 8 maggio 2017     | Hammamet Open, Hammamet                                                         | Terra rossa | Chiara Grimm         | Natalija Kostić Jelena Simić              | 4–6, 6–3, [10–4]    |
| 5.  | 27 maggio 2017    | Hammamet Open, Hammamet                                                         | Terra rossa | Tereza Mihalíková    | Francesca Bullani Veronica Napolitano     | 4–6, 6–1, [10–5]    |
| 6.  | 22 settembre 2017 | Penrith Tennis International, Penrith                                           | Cemento     | Abigail Tere-Apisah  | Tammi Patterson Olivia Rogowska           | 6–0, 7–5            |
| 7.  | 29 settembre 2017 | Brisbane Tennis International, Brisbane                                         | Cemento     | Abigail Tere-Apisah  | Jennifer Elie Erika Sema                  | 6–4, 6–1            |
| 8.  | 13 ottobre 2017   | Cairns Tennis International, Cairns                                             | Cemento     | Abigail Tere-Apisah  | Astra Sharma Belinda Woolcock             | 4–6, 6–2, [10–6]    |
| 9.  | 21 aprile 2018    | Forte Village International Tournament, Pula                                    | Terra rossa | Chiara Scholl        | Marie Benoît Xu Shilin                    | 6–4, 7–5            |
| 10. | 28 aprile 2018    | Forte Village International Tournament, Pula                                    | Terra rossa | Rosalie van der Hoek | Victoria Kan Maria Zotova                 | 6–2, 6–2            |
| 11. | 18 maggio 2018    | Open International Féminin Midi-Pyrénées Saint-Gaudens Comminges, Saint-Gaudens | Terra rossa | Francesca Di Lorenzo | Manon Arcangioli Sherazad Reix            | 6–4, 1–6, [11–9]    |
| 12. | 21 settembre 2018 | Cairns Tennis International, Cairns                                             | Cemento     | Xu Shilin            | Erin Routliffe Astra Sharma               | 6–1, 7–6(7)         |
| 13. | 24 marzo 2019     | ACT Clay Court International, Canberra                                          | Terra rossa | Tereza Mihalíková    | Destanee Aiava Ellen Perez                | 4-6, 6-2, [10-4]    |
| 14. | 4 ottobre 2019    | Brisbane QTC Tennis International, Brisbane                                     | Cemento     | Destanee Aiava       | Alison Bai Paige Hourigan                 | 6-3, 6-3            |
| 15. | 14 maggio 2022    | Nottingham Tennis Centre, Nottingham                                            | Cemento     | Maia Lumsden         | Kimberly Birrell Alexandra Osborne        | 3-6, 7-6(5), [11-9] |
| 16. | 15 luglio 2022    | British Tennis Open, Roehampton                                                 | Cemento     | Maia Lumsden         | Lauryn John-Baptiste Katarína Strešnáková | 6-1, 7-6(4)         |
| 17. | 8 ottobre 2022    | Cairns Tennis International, Cairns                                             | Cemento     | Alexandra Bozovic    | Destanee Aiava Lisa Mays                  | 6-4, 6-4            |
| 18. | 19 novembre 2022  | Traralgon Challenger, Città di Latrobe                                          | Cemento     | Alana Parnaby        | Haruna Arakawa Natsuho Arakawa            | 7-6(4), 6-2         |
| 19. | 11 febbraio 2023  | Caterpillar Burnie International, Burnie                                        | Cemento     | Destanee Aiava       | Lily Fairclough Olivia Gadecki            | 6-3, 7-5            |
| 20. | 22 aprile 2023    | GB Pro Series Nottingham, Nottingham                                            | Cemento     | Maia Lumsden         | Rutuja Bhosale Ankita Raina               | 6-1, 6-4            |
| 21. | 29 aprile 2023    | Ladies Open de Calvi-Eaux de Zilla, Calvi                                       | Cemento     | Maia Lumsden         | Estelle Cascino Ankita Raina              | 6-4, 3-6, [10-7]    |
| 22. | 5 maggio 2023     | GB Pro Series Nottingham, Nottingham                                            | Cemento     | Maia Lumsden         | Lu Jiajing Elena Malõgina                 | 4-6, 6-4, [10-6]    |
| 23. | 20 luglio 2024    | Lexus GB Pro-Series Nottingham, Nottingham                                      | Cemento     | Amelia Rajecki       | Katie Swan Mingge Xu                      | 1-6, 6-4, [10-8]    |
| 24. | 17 agosto 2024    | Lexus GB Pro-Series Aldershot, Aldershot                                        | Cemento     | Mingge Xu            | Punnin Kovapitukted Akiko Ōmae            | 6-4, 6-3            |
| 25. | 18 gennaio 2025   | ITF Women's Tennis Tournament, Nuova Delhi                                      | Cemento     | Ankita Raina         | Jessie Aney Jessica Failla                | 6-4, 3-6, [10-8]    |
| 26. | 3 maggio 2025     | Lexus British Pro Series Nottingham, Nottingham                                 | Cemento     | Holly Hutchinson     | Brooke Black Daniela Piani                | 6-3, 6-3            |
| 27. | 9 agosto 2025     | Lexus British Pro Series Roehampton, Roehampton                                 | Cemento     | Rutuja Bhosale       | Mary Lewis Brandy Walker                  | 4-6, 6-1, [12-10]   |

#### Sconfitte (25)
| Torneo $100.000 (1) |
| Torneo $80.000 (0)  |
| Torneo $75.000 (0)  |
| Torneo $60.000 (4)  |
| Torneo $50.000 (1)  |
| Torneo $40.000 (3)  |
| Torneo $25.000 (15) |
| Torneo $15.000 (0)  |
| Torneo $10.000 (1)  |

| No. | Data              | Torneo                                                   | Superficie  | Compagna            | Avversarie in finale                       | Punteggio           |
| 1.  | 3 novembre 2014   | William Loud Bendigo International, Bendigo              | Cemento     | Karolina Wlodarczak | Jessica Moore Abbie Myers                  | 4–6, 0–6            |
| 2.  | 2 maggio 2016     | Bluesun Bol Ladies Open, Bol                             | Terra rossa | Alexandra Morozova  | Dasha Ivanova Petra Krejsová               | 1–6, 3–6            |
| 3.  | 24 settembre 2016 | Tweed Heads Tennis International, Tweed Heads            | Cemento     | Abbie Myers         | Monique Adamczak Olivia Rogowska           | 6(6)–7, 6(3)–7      |
| 4.  | 8 luglio 2017     | Thermphos Challenger Zeeland, Middelburg                 | Terra rossa | Dasha Ivanova       | Valentini Grammatikopoulou Bibiane Schoofs | 7–6(8), 5–7, [5–10] |
| 5.  | 28 luglio 2017    | Chang ITF Thailand Pro Circuit Hua Hin, Hua Hin          | Cemento     | Karin Kennel        | Luksika Kumkhum Ksenia Palkina             | 3–6, 6–2, [12–14]   |
| 6.  | 27 agosto 2017    | Sekisho Challenge Open, Tsukuba                          | Cemento     | Hsu Chieh-yu        | Miharu Imanishi Akiko Ōmae                 | 4–6, 4–6            |
| 7.  | 8 ottobre 2017    | Toowoomba Tennis International, Toowoomba                | Cemento     | Abigail Tere-Apisah | Momoko Kobori Ayano Shimizu                | 5–7, 5–7            |
| 8.  | 1º giugno 2018    | Torneo Internazionale Femminile Città di Grado, Grado    | Terra rossa | Rika Fujiwara       | Giorgia Marchetti Alice Matteucci          | 0–6, 4–6            |
| 9.  | 10 agosto 2018    | Chang ITF Thailand Pro Circuit Nonthaburi, Nonthaburi    | Cemento     | Barbora Štefková    | Rutuja Bhosale Pranjala Yadlapalli         | 6–2, 0–6, [6–10]    |
| 10. | 17 agosto 2018    | Chang ITF Thailand Pro Circuit Nonthaburi, Nonthaburi    | Cemento     | Destanee Aiava      | Wang Xinyu Wang Xiyu                       | 5-7, 7-5, [4-10]    |
| 11. | 25 agosto 2018    | Sekisho Challenge Open, Tsukuba                          | Cemento     | Hiroko Kuwata       | Akiko Ōmae You Xiaodi                      | 0–6, 6(4)–7         |
| 12. | 3 novembre 2018   | Canberra Tennis International, Canberra                  | Cemento     | Destanee Aiava      | Ellen Perez Arina Rodionova                | 7-6(5), 3-6, [7-10] |
| 13. | 30 marzo 2019     | ACT Clay Court International, Canberra                   | Terra rossa | Tereza Mihalíková   | Alison Bai Jaimee Fourlis                  | 2-6, 2-6            |
| 14. | 4 maggio 2019     | Forte Village International Tournament, Pula             | Terra rossa | Anna Bondár         | Gabriela Cé Chiara Scholl                  | 0-6, 5-7            |
| 15. | 3 agosto 2019     | AEGON Pro Series Foxhills, Woking                        | Cemento     | Ankita Raina        | Sarah Beth Grey Eden Silva                 | 2-6, 5-7            |
| 16. | 26 ottobre 2019   | Bendigo Women's International, Bendigo                   | Cemento     | Tereza Mihalíková   | Maddison Inglis Kaylah McPhee              | 6-3, 2-6, [2-10]    |
| 17. | 2 novembre 2019   | City of Playford Tennis International, Città di Playford | Cemento     | Tereza Mihalíková   | Asia Muhammad Storm Sanders                | 3-6, 4-6            |
| 18. | 18 giugno 2022    | Ilkley Trophy, Ilkley                                    | Erba        | Maia Lumsden        | Lizette Cabrera Jang Su-jeong              | 7-6(7), 0-6, [9-11] |
| 19. | 6 agosto 2022     | GB Pro Tennis Foxhills Open, Chertsey                    | Cemento     | Maia Lumsden        | Freya Christie Ali Collins                 | 3-6, 3-6            |
| 20. | 27 agosto 2022    | British Tennis Open, Roehampton                          | Cemento     | Maia Lumsden        | Rutuja Bhosale Erika Sema                  | 6-4, 3-6, [9-11]    |
| 21. | 27 gennaio 2024   | NECC-DECCAN ITF Women's Tournament, Pune                 | Cemento     | Fanny Stollár       | Alex Eala Darja Semeņistaja                | 6(8)-7, 3-6         |
| 22. | 21 settembre 2024 | Perth Tennis International, Perth                        | Cemento     | Ankita Raina        | Sakura Hosogi Misaki Matsuda               | w/o                 |
| 23. | 24 novembre 2024  | Caloundra Tennis International, Caloundra                | Cemento     | Ankita Raina        | Eudice Chong Cody Wong                     | 3-6, 2-6            |
| 24. | 10 maggio 2025    | Lexus British Pro Series Nottingham, Nottingham          | Cemento     | Holly Hutchinson    | Alice Robbe Arlinda Rushiti                | 6-3, 4-6, [5-10]    |
| 25. | 18 luglio 2025    | Lexus British Pro Series Nottingham, Nottingham          | Cemento     | Holly Hutchinson    | Victoria Allen Amelia Rajecki              | 4-6, 6-4, [6-10]    |